# Franky Vandendriessche
Franky Vandendriessche (Waregem, 7 de Abril de 1971) é um ex-futebolista belga que jogava na posição de goleiro. Desde 2007, ele é treinador de goleiros do Excelsior Mouscron.